# Elisenda de Montcada
Elisenda de Montcada i Pinós, née vers 1292 à Aitona et morte le 9 juillet 1364 à Pedralbes, est une reine consort de la Couronne d'Aragon.

## Biographie
Le 25 décembre 1322 elle est devenue la quatrième et dernière épouse du roi Jacques II d'Aragon, après la mort de Marie de Lusignan.
Elisenda était la fille du Sénéchal Pere II de Montcada, seigneur de la Baronnie d'Aitona, et de sa deuxième épouse, Elisenda de Pinós. Le mariage d'Elisenda avec le roi était profitable aux relations entre le roi et la branche cadette du puissant clan de Montcada.
En 1326 Elisenda fonde et dote le monastère de l'Ordre des clarisses de Pedralbes (Barcelone). Une année plus tard, devenue veuve, elle y fait construire un palais adjacent et s'y retire pendant trente-sept ans, jusqu'à la fin de sa vie.
Elisenda meurt le 9 juillet 1364. Hormis quelques biens qu'elle lègue à sa famille, des amis ou des institutions, son seul héritage est le monastère lui-même. L'inventaire des biens présents dans sa chambre montre la simplicité de sa vie monacale, à part quelques bijoux et tissus précieux qu'elle offrira. Elle ordonne dans son testament la destruction du palais qu'elle avait fait construire, ce qui est fait immédiatement.